# Distrikt Huanipaca
Der Distrikt Huanipaca liegt in der Provinz Abancay in der Region Apurímac im zentralen Süden von Peru. Der Distrikt wurde am 21. November 1893 gegründet. Er besitzt eine Fläche von 427 km². Beim Zensus 2017 wurden 3069 Einwohner gezählt. Im Jahr 1993 lag die Einwohnerzahl bei 4865, im Jahr 2007 bei 4515. Die Distriktverwaltung befindet sich in der 3150 m hoch gelegenen Ortschaft Huanipaca mit 651 Einwohnern (Stand 2017). Huanipaca liegt 16 km nordnordwestlich der Provinzhauptstadt Abancay.

## Geographische Lage
Der Distrikt Huanipaca liegt im Andenhochland im äußersten Nordwesten der Provinz Abancay. Der Distrikt wird von den Flüssen Río Apurímac im Norden und Río Pachachaca im Westen begrenzt. Im Süden erhebt sich das Gebirgsmassiv des Nevado Ampay.
Der Distrikt Huanipaca grenzt im Westen an die Distrikte Huancarama und Pacobamba (Andahuaylas), im Norden an die Distrikte Inkawasi, Vilcabamba und Santa Teresa (alle drei in der Provinz La Convención), im Osten an den Distrikt San Pedro de Cachora sowie im Süden an die Distrikte Tamburco und Abancay.

## Ortschaften
Im Distrikt gibt es neben dem Hauptort folgende weitere nennenswerte Ortschaften (anexos):
- Karqueque
- Kiuñalla
- Pocobamba
- Sorcca
- Tacmara (327 Einwohner)